# Robert Nobel
Robert  Hjalmar Nobel (pronuncia: [nobèl]) (Stoccolma, 14 agosto 1829 – Östergötland, 7 agosto 1896) figlio maggiore di Immanuel Nobel e di sua moglie, Karolina Andriette Ahlsell, era il fratello di Ludvig e Alfred Nobel.
Stava lavorando per il fratello Ludvig quando, confidando nel futuro sviluppo dell'industria petrolifera decisero di acquistare diritti di ricerca e di sfruttamento nel Mar Caspio.
Nel 1876 Robert e Ludvig aprirono impianti di trivellazione e raffinazione a Baku, nell'Impero russo (odierno Azerbaigian); nel 1878 fondarono la Branobel, che sarebbe divenuta una delle più importanti compagnie petrolifere dell'epoca, controllando una grande parte della produzione russa.